# Asociación Panamericana de Rugby
La Asociación Panamericana de Rugby (en inglés: Pan-American Rugby Association; abreviado PARA), es una institución de rugby fundada en 1991 que nuclea a las dos asociaciones regionales de la World Rugby (WR), ex International Rugby Board, con sede en América.

## Reseña histórica
Se crea en 1991 y son miembros fundadores las uniones de Argentina, Bahamas, Bermudas, Brasil, Canadá, Chile, Estados Unidos, Jamaica, México, Trinidad y Tobago y Uruguay; y en calidad de miembros asociados la Unión de Rugby del Caribe y las Islas Vírgenes Británicas.
Terry Fleener fue su primer presidente ocupando el cargo desde 1992 hasta el 2001. A Fleener lo sucedió Carlos Tozzi quien fuera elegido en una reunión celebrada en Montevideo, presidiendo desde el 2002 hasta su fallecimiento en el 2014.
El tercer dirigente en ejercer la presidencia es el argentino Agustín Pichot. En abril de 2015 Pichot en conjunto con representantes de las uniones de Argentina, Brasil, Canadá, Chile, Estados Unidos y Uruguay dieron a conocer a través de un comunicado de prensa la idea de celebrar anualmente un Seis Naciones Americano similar en formato y fechas que el Seis Naciones europeo. Meses más tarde se confirma su primera edición bajo el nombre de Americas Rugby Championship, que hasta el 2015 lo disputaban 4 selecciones secundarias.
En mayo de 2020 Pichot renuncia a la presidencia de la asociación, decisión que tomó conjuntamente con la dimisión como representante de World Rugby.

## Actualidad
Actualmente une a las dos asociaciones americanas, por un lado la Rugby Americas North (RAN) que alcanza a América del Norte y el Caribe y por otro a Sudamérica Rugby (SAR) que abarca el sur y el centro del continente. Tanto la RAN como la SAR organizan torneos regionales mientras que la Asociación Panamericana lleva a cabo aquellos de alcance continental como los Torneos Panamericanos.

## Torneos organizados
- Torneo Panamericano de Rugby (las 5 ediciones)
- Americas Rugby Championship (a partir del 2016)
- Americas Rugby Challenge (a partir del 2018)